# Subregiones de Valle del Cauca

Subregiones de Valle del Cauca.

Subregiones es el nombre con el cual se conoce a las subdivisiones territoriales que conforman el departamento colombiano del Valle del Cauca. En total son 5 subregiones que no son relevantes en términos de gobierno, y que fueron creadas para facilitar la administración del departamento, en las que se agrupan los 42 municipios.
Las subregiones de Valle del Cauca son las siguientes:

## Subregiones
| Norte | Centro | Sur                                                                                           |
| --- | --- | --------------------------------------------------------------------------------------------- |
| Alcalá • Ansermanuevo • Argelia • Bolívar • Cartago • El Águila • El Cairo • El Dovio • La Unión • La Victoria • Obando • Roldanillo • Toro • Ulloa • Versalles • Zarzal | Andalucía • Buga • Bugalagrande • Calima - El Darién • El Cerrito • Ginebra • Guacarí • Restrepo • Riofrío • San Pedro • Trujillo • Tuluá • Yotoco | Cali • Candelaria • Dagua • Florida • Jamundí • La Cumbre • Palmira • Pradera • Vijes • Yumbo |
| Occidente | Oriente |                                                                                               |
| Buenaventura | Sevilla • Caicedonia |                                                                                               |